# Bordes (verhoogde stoep)
Een bordes is een verhoogd platform voor de ingang en/of voorzijde van een gebouw en is meestal bereikbaar via een aantal treden, soms aan een of twee kanten, soms rondom. Tevens kan het voorzien zijn van leuningen. 
Wanneer de begane grond zich niet op straatniveau bevindt, vanwege een souterrain, is deze via een bordes te bereiken, zoals bij veel Amsterdamse grachtenpanden te zien is. Een onderdeurtje geeft toegang tot het souterrain, waar leveranciers de voorraden in huis aanvullen. In Amsterdam had de verhoogde stoep in de eerste plaats een veiligheidsfunctie: de begane grond van een huis werd bewust een meter of meer boven straatniveau gebouwd vanwege het dreigende gevaar van hoog water en overstroming in de stad. In de zeventiende eeuw vonden dan ook herhaaldelijk overstromingen plaats, vooral bij storm en springvloed op het IJ. Een bordes werd vroeger ook toegepast om de ingang van woningen, landhuizen en andere panden meer cachet te geven.
Een bordes werd en wordt ook gebruikt bij belangrijke bekendmakingen. Zo wordt er een nieuw Nederlands kabinet altijd gefotografeerd op de brede trap naar het bordes van Paleis Huis ten Bosch (bordesscène).

## Zie ook

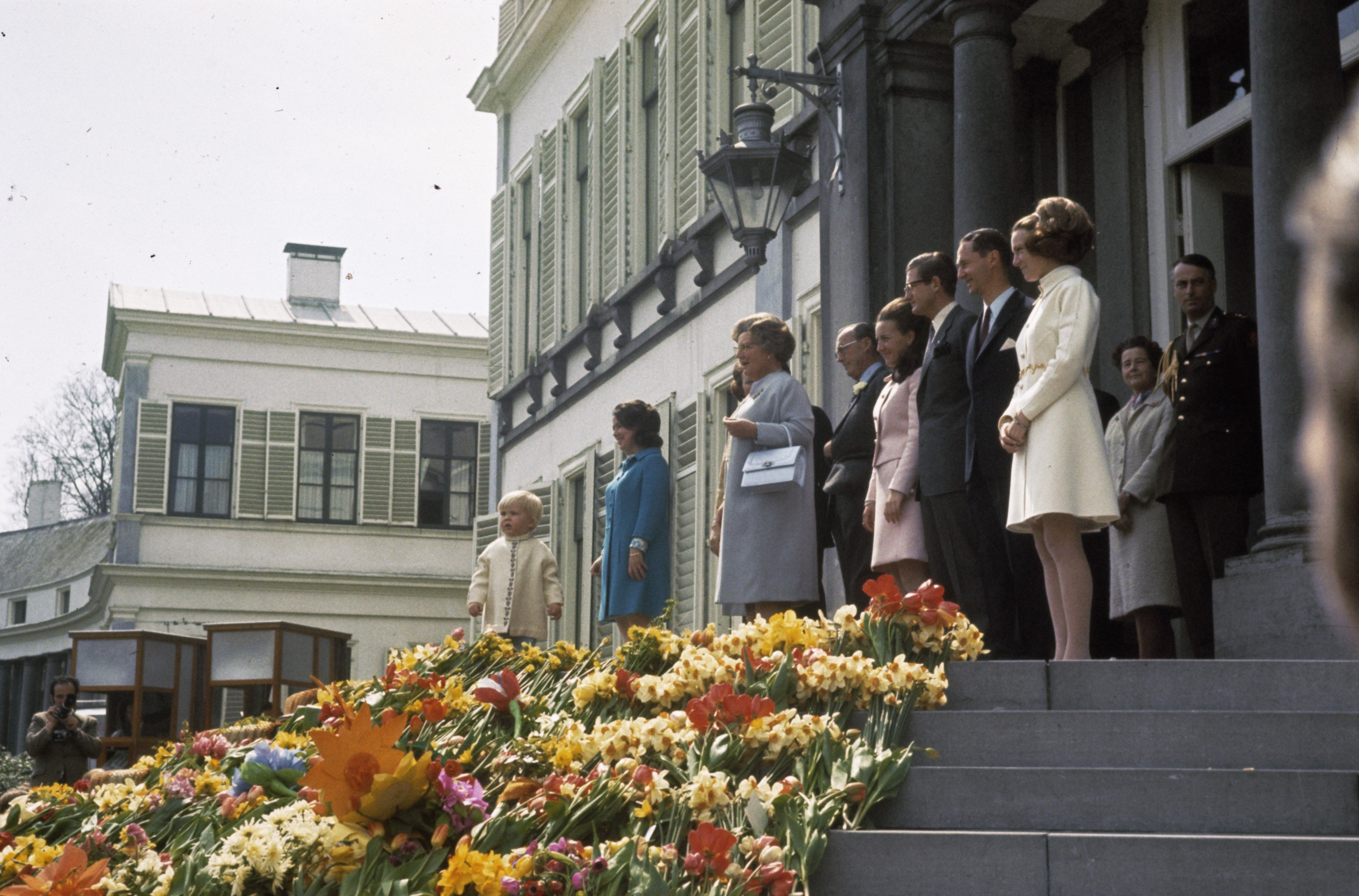
Jaarlijkse defilé langs het bordes van paleis Soestdijk op Koninginnedag tijdens de regeerperiode van Juliana
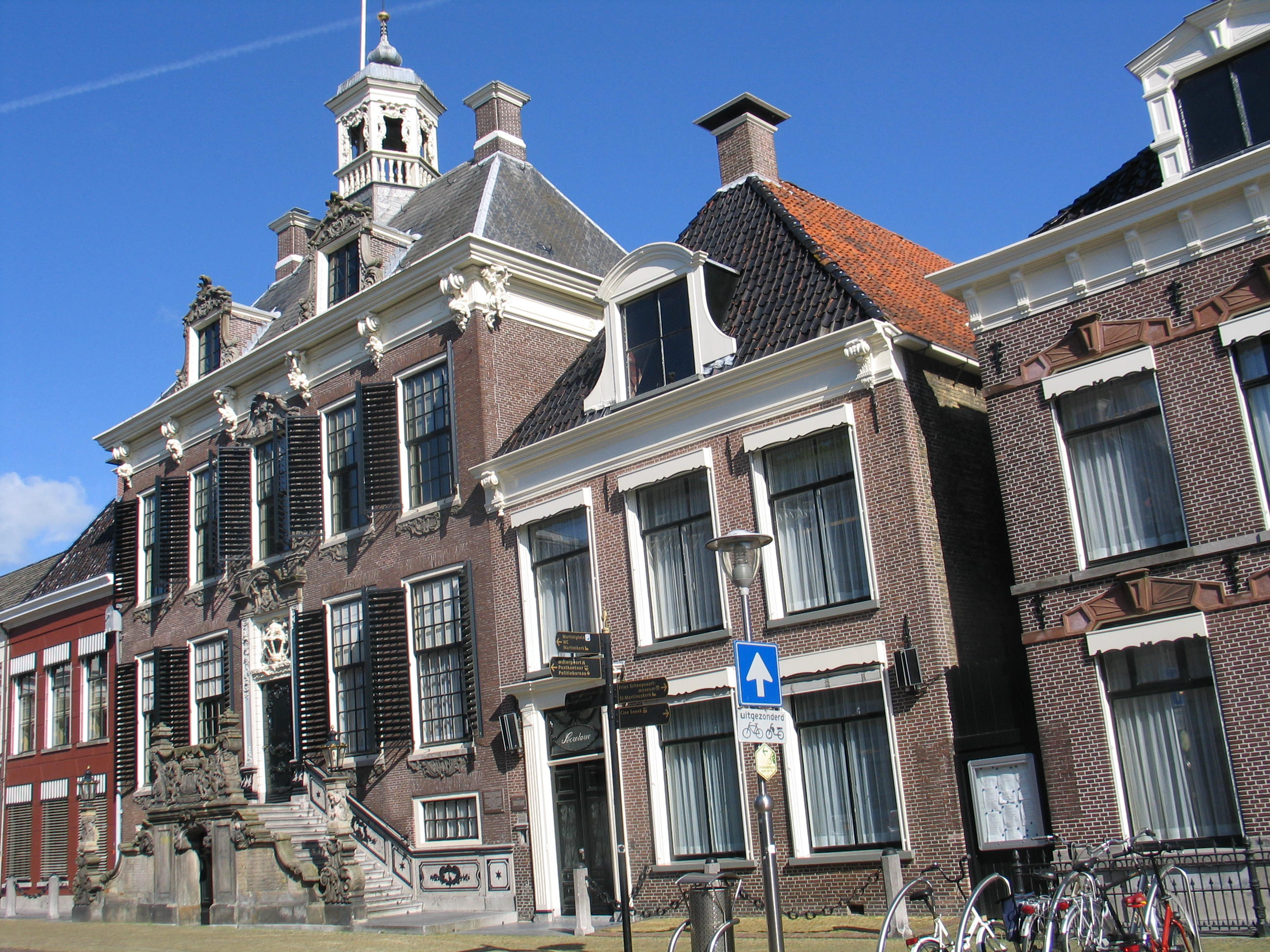
Het Stadhuis van Sneek met bordes.
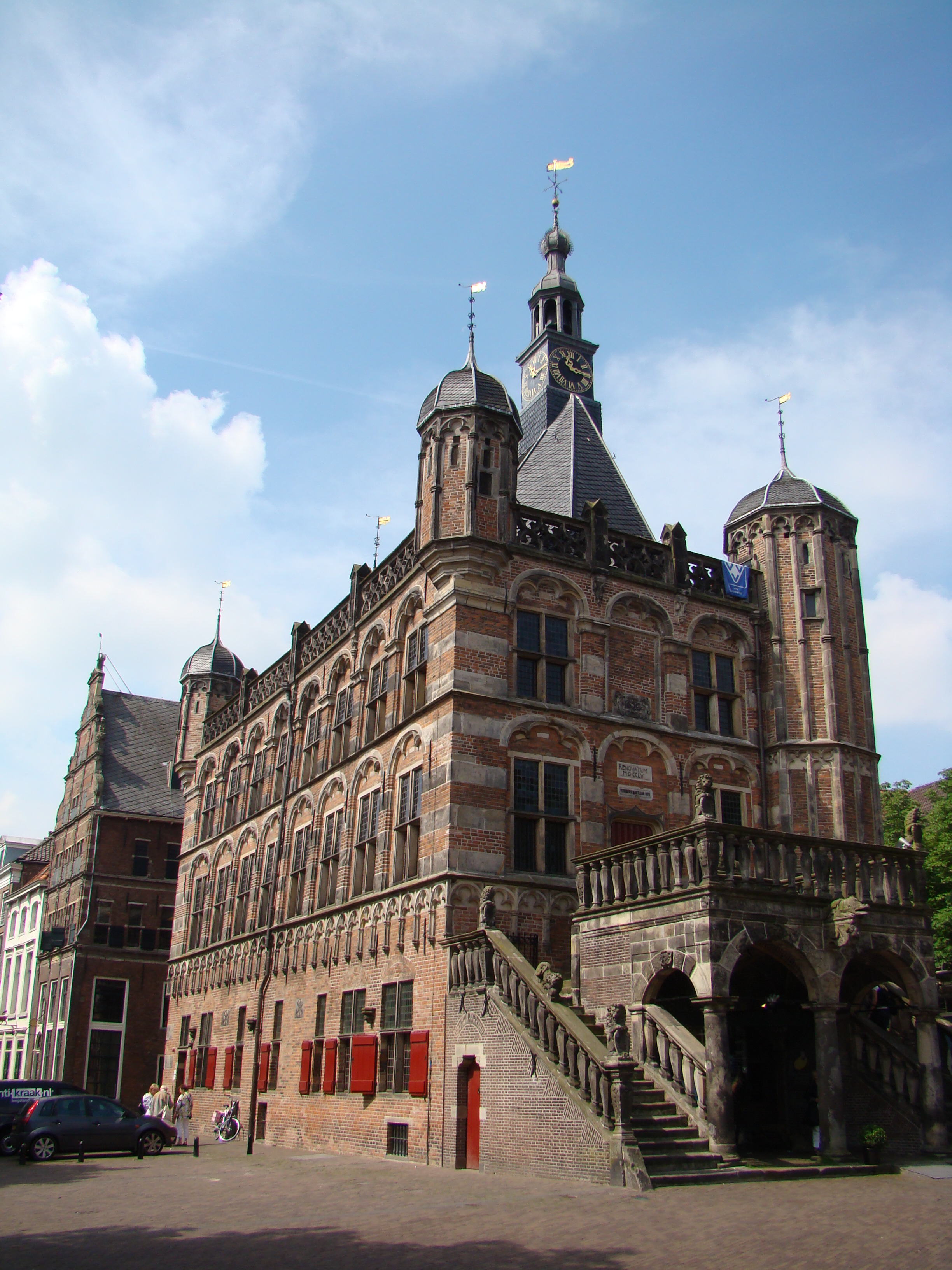
De Waag in Deventer met bordes op drie zuilen.
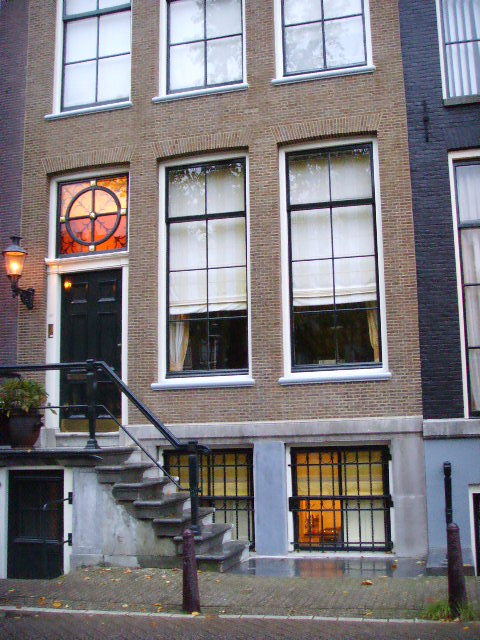
Grachtenpand in Amsterdam met bordes.